# Gouy-les-Groseillers
Gouy-les-Groseillers ist eine französische Gemeinde mit 15 Einwohnern (Stand 1. Januar 2022) im Département Oise in der Region Hauts-de-France (vor 2016 Picardie). Sie liegt im Arrondissement Clermont und ist Teil der Communauté de communes de l’Oise Picarde und des Kantons Saint-Just-en-Chaussée (bis 2015 Breteuil). Die Einwohner werden Gouyens genannt.

## Geographie
Gouy-les-Groseillers liegt etwa 32 Kilometer südsüdwestlich von Amiens. Umgeben wird Gouy-les-Groseillers von den Nachbargemeinden Rogy im Norden, Fransures im Nordosten, Bonneuil-les-Eaux im Süden und Osten sowie Croissy-sur-Celle im Westen und Südwesten.

## Einwohner
| 1962                      | 1968 | 1975 | 1982 | 1990 | 1999 | 2006 | 2013 |
| ------------------------- | ---- | ---- | ---- | ---- | ---- | ---- | ---- |
| 24                        | 21   | 17   | 11   | 10   | 18   | 34   | 31   |
| Quelle: Cassini und INSEE |      |      |      |      |      |      |      |

## Sehenswürdigkeiten
- Kirche Saint-Léger aus dem 13. Jahrhundert (siehe auch: Liste der Monuments historiques in Gouy-les-Groseillers)